# 独立歩兵第380大隊 (日本軍)
独立歩兵第380大隊（どくりつほへいだい380だいたい、独立歩兵第三八〇大隊）は、大日本帝国陸軍の独立歩兵大隊の一つ。

## 概要
昭和19年6月、独立混成第58旅団の一大隊として編成された。内地からフィリピン・ルソン島に送られ、リンガエン湾地区の警備を行っていたが、同年12月にレイテ島の戦いに参加。同島西北部で米軍と交戦し、翌20年に玉砕した。

## 沿革

### 大隊の編成
昭和19年6月12日、第47師団（弘前）に動員が下令され、同16日、師団の各部隊から要員を抽出して第12派遣隊（歩兵３個大隊基幹）が編成された。この第12派遣隊は、当初サイパン島の戦いへの投入が予定されており、直ちに宇品に移動して逆上陸の訓練を行っていたが、戦況の悪化に伴いサイパン島への派遣は中止された。6月22日、第12派遣隊は独立混成第58旅団に改編されて南方軍の麾下に入ることとなり、山形・秋田・弘前で編成された各歩兵大隊は、それぞれ独立歩兵第378、379、380大隊と呼称されることになった。独立歩兵第380大隊は、弘前の歩兵第131連隊の1個大隊を改編した部隊であり、大隊長には関光郎大尉が任命された。

### ルソン島への派遣
独立混成第58旅団の各部隊は、摩耶山丸、東山丸の２隻の輸送船に分乗して6月28日に宇品を出港し、7月15日に無事マニラに到着した。旅団は中部ルソンのリンガエン湾沿岸地域での陣地構築を命ぜられ、独立歩兵第380大隊はパンガシナン州ウミンガン、次いでマナオアグに配置された。のち、9月中頃に第26師団独立歩兵第12連隊の１個大隊がマナオアグに進出したため、大隊はベンゲット道ドンゴンの西方高地に陣地を移動した。

### レイテ島の戦い
10月20日にレイテ島の戦いが始まり、独立混成第58旅団も増援部隊としてレイテ島への派遣が予定されたことから、リンガエン湾岸のダモルテスに集結した。しかし、結局旅団主力のレイテ進出は取り止めとなり、独立歩兵第380大隊（1,290名）、旅団砲兵隊第6中隊（四一式山砲3門、122名）、工兵1小隊のみがレイテ島に投入されることになった（以下、便宜上これらの部隊をまとめて「関大隊」と呼称する）。
12月7日、関大隊は、第68旅団を輸送した第八次多号作戦に続行し、陸軍輸送艇3隻に分乗してマニラを出港した。途中で敵機の執拗な攻撃を受けつつも、12日にレイテ島西北部のサンイシドロ南方4kmのアレバロ（または、さらにその南方6kmのタバンゴ）に上陸した。オルモックに代わる補給兵站基地をサンイシドロに開設する任務を帯びていた関大隊は、その後、12月27日時点でもタバンゴ北方付近に所在しており、同日、サンイシドロからセブ島に渡る予定で北上してきた第35軍の和知鷹二参謀長、小幡一喜参謀らを、タバンゴ北方の大隊本部に迎えている。
しかし、12月27日に米軍がサンイシドロ付近に、28日にはアレバロにも上陸し、29日にその一部がタバンゴに進出したため、関大隊は29日夜にタバンゴを出発。海岸道方面を避けて東方丘陵地帯を南下し、米軍と交戦しつつ、昭和20年1月中旬に第35軍司令部のあるカンギポット山に辿り着いた。そして、他の残存部隊とともにカンギポット山付近で自活を行ったが、米軍の攻勢に押されて自活の基本配置を維持できなくなり、２月下旬～３月上旬頃から北方のカルブゴス山方面に向けて転進を開始した。その後の大隊の消息については記録がなく、大隊の最期の模様は分かっていない。

### 大隊の生還者
独立歩兵第380大隊1,290名のうち、生還者は4名である。
また、同大隊とともにレイテ島に進出した旅団砲兵隊第6中隊122名のうち11名が、昭和20年1月20日頃、バンカー（原住民の舟）2隻でレイテ島を脱出し、そのうち1隻がセブ島に到着した。この1隻に乗船していた将兵は、セブ島で第1師団に編入され、同中隊からは合計6名が生還している。

## 歴代大隊長
- 関光郎 大尉（特志）：1944年（昭和19年）6月22日 -